# 원태연

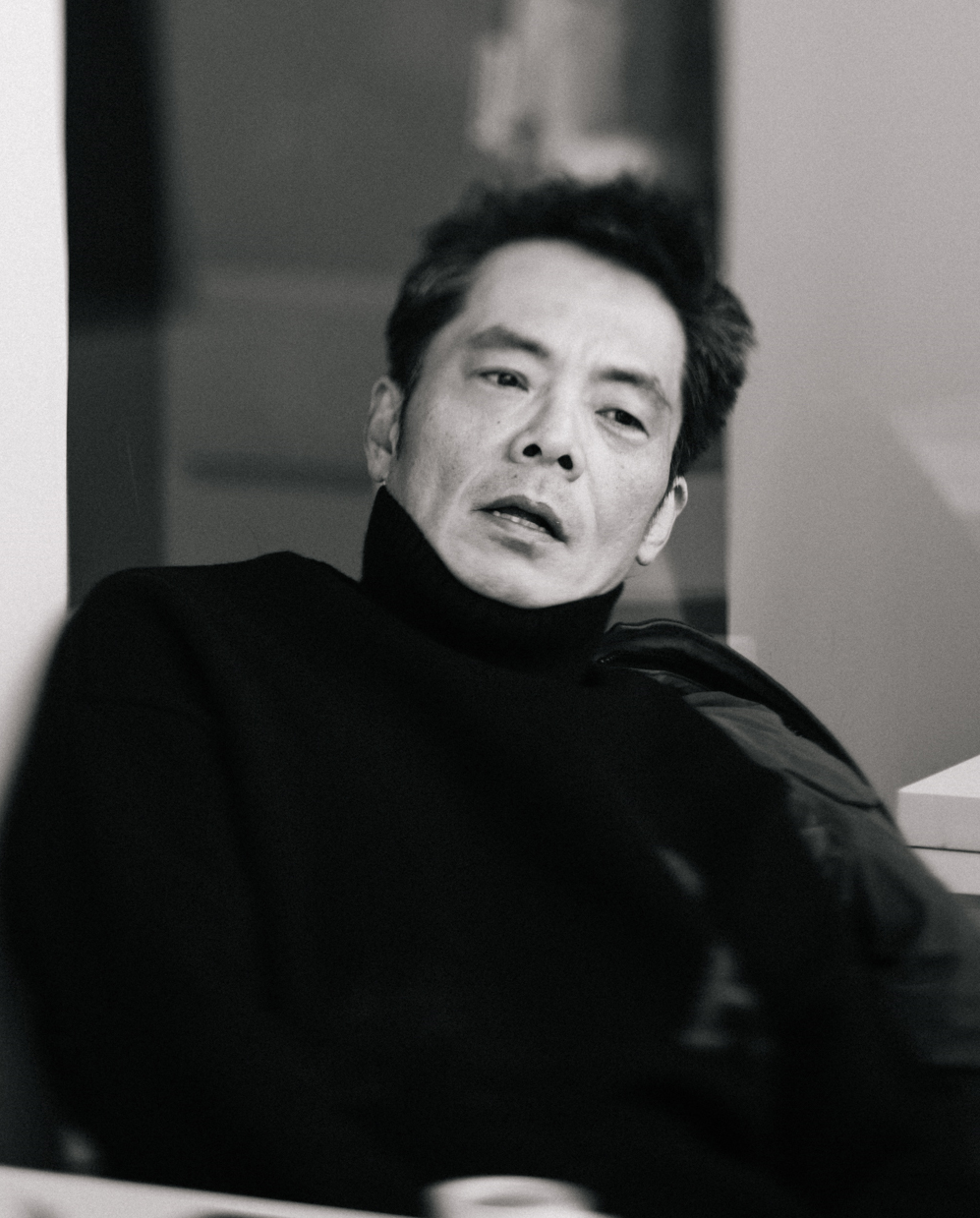
원태연

원태연(1971년 5월 21일 ~ )은 서울에서 태어난 대한민국의 시인, 작사가, 영화감독이다.
미성중학교, 한영고등학교, 경희대학교 체육학과를 졸업했다.

## 소속사
- 前) 초록뱀미디어 작가

- 前) 로엔 엔터테인먼트(현 카카오엔터테인먼트) 프로듀서

- 엔터테인먼트 컵 보관됨 2022-07-03 - 웨이백 머신

## 수상
- 2014년 제6회 멜론뮤직어워드 뮤직비디오상 (멜로디데이 - 어떤 안녕) (감독)
- 2011년 제1회 한국음악저작권대상 OST부문 작사가상

## 경력
- 한국난독증협회 홍보대사

## 시
- 1992년 밀리언셀러 시집 '넌 가끔가다 내 생각을 하지 난 가끔가다 딴 생각을 해' 출간.
- 1993년 시집 '손 끝으로 원을 그려봐 네가 그릴 수 있는 한 크게 그걸 뺀만큼 널 사랑해' 출간.
- 1994년 시집 '원태연 알레르기' 출간.
- 1998년 시집 '사용설명서' 출간.
- 2000년 시낭송 시집 '눈물에....얼굴을 묻는다' 출간.
- 2000년 웹시집 '그녀와 나 사이엔 무엇이 있을까' 전시,출간.
- 2003년 시집 '안녕' 출간.
- 2022년 시집 '너에게 전화가 왔다'출간.

## 수필
- 1996년 수필집 '사랑해요 당신이 나를 생각하지 않는 시간에도' 출간.
- 2021년 '고맙습니다, 그래서 나도 고마운 사람이고 싶습니다'출간.

## 앨범
- 2000년 앨범 '원태연의 Love Letter' 발매.
- 2006년 시낭송 앨범 고수의 '나는 행복하겠습니다' 발매.

## 작사
- 인생은 뷰티풀 (김호중)
- 방콕시티 (오렌지캬라멜)
- 바보에게 바보가 (박명수)
- 밤의 길목에서 (김세영)
- 첫사랑 (파란)
- 메시지 (마시모)
- 그녀와 난 (파란)
- 나비효과 (신승훈)
- 투명인간 (손담비)
- 그 여자 (백지영), 그 남자 (백지영/현빈)(SBS드라마 시크릿가든 OST)
- Shampoo (애프터스쿨)
- 방콕시티 (오렌지캬라멜)
- 나를 잊지말아요 (허각, MBC드라마 최고의사랑 OST)
- 장동건 이효리 (LPG)
- 습관 (민경훈)
- 아이캔't 드링크 (백지영)
- 슬픔을 참는 세가지 방법 (혜령)
- 얼음 (이효리)
- 벌 (양혜승)
- 그놈의 결혼식 (김현정)
- 내 입술 따뜻한 커피처럼 (S#arp)
- 헤어지지 말자 (고현욱)
- 라디오를 켜봐요 (신승훈)
- 소원 (김현성)
- 사랑은 언제나 목 마르다 (유미)
- 끼리끼리 (솔리드)
- 눈물에게 (노아)
- 세상 끝에서의 시작 (김민종)
- 로보트 (신혁)
- 눈물이 흐를 때 (고현욱)
- 사랑밖엔 난 몰라 (써니힐)
- 눈물에 얼굴을 묻는다 (장나라)
- Amelie (포터블 그루브 나인)
- 운명 (Space A)
- Heaven (이정현)
- Again (Space A)
- 사랑해요 (김범수)
- 비몽 (임하영)
- 폭풍속에서 (엠투엠)
- Chocolate (적우)
- 괜찮아요 난 (Yarz)
- Tuesday (t.)
- 그 사람(구두 Ⅲ) (씨야)
- 안녕히 계시죠 (휘성)
- 요즘 애들 10계명 (삐삐밴드)
- 눈물 내리는 날 (조트리오)
- 유서 (네버랜드)
- 나의 바램이 저 하늘에 닿기를 (조이 프로젝트)
- 술한잔해요 (지아)
- 그녀에게 (UN)
- 항아리 (이기찬)
- 시간아 제발... 천천히 가줘 (이수영)
(KBS 드라마 거상 김만덕 OST)

## 영화
- 2022년 인생은 뷰티풀: 비타돌체 - 주연 - 본인역
- 2009년 슬픔보다 더 슬픈 이야기 - 각본, 연출
- 2008년 스토리 오브 와인 - 단역 - 나레이션역
- 2006년 사랑따윈 필요없어 - 자문
- 1997년 로켓트는 발사됐다 - 조연

## 드라마
- 2014년 어떤 안녕 - 연출, 극본

## 같이 보기
- 한국어 시인 목록
- 한국 영화